# Nadace Russkij mir
Nadace Russkij mir (rusky  Фонд «Русский мир», Fond Russkij mir, česky Ruský svět) je ruská nestátní nezisková organizace, která byla založena roku 2007 ve spolupráci s Ruskou pravoslavnou církví.

## Vznik a myšlenka nadace
Nadace byla zřízena dekretem ruského prezidenta Vladimira Putina. Vladislav Surkov definoval ideu „ruského světa“ takto:
| „                  | Je to všude tam, kde lidé hovoří a myslí rusky nebo kde je ruská kultura vysoce respektována, kde vidí ruský model národního rozvoje jako alternativu k tomu, co mají doma, kde je respektován náš Putin, kde se lidé bojí ruských zbraní – to je náš vliv. Je to také každá země, která doufá v Rusko, v jeho ochranu a patronát. | “ |
| — Vladislav Surkov | |   |

Nadace Russkij mir patří mezi hlavní zdroje ruské propagandy a byla zařazena do sankčního seznamu Evropské unie za podporu ruské invaze na Ukrajinu. Do roku 2023 byl v čele organizace ruský politik a vědec Vjačeslav Nikonov. Členy dozorčí rady jsou Viktor Sadovničij, Margarita Simonjanová aj.
Od svého založení v roce 2007 se každý rok koná Kongres „Ruského světa“, které organizuje Fond „Russkij mir/Ruský svět“. V roce 2019 se jej zúčastnilo přes 600 představitelů vědy, politiky, kultury, církví a škol ze 72 zemí světa. Z České republiky se zúčastnili Mgr. Vlasta Klausová, ředitelka Ruského centra Fondu „Russkij mir“ při Západočeské univerzitě v Plzni a Mgr. Jiří Klapka, předseda ČRS a ČAR, člen prezídia Mezinárodní asociace učitelů ruského jazyka a literatury (MAPRJAL).